# Эсконнетс
Эсконне́тс (фр. Esconnets, окс. Esconets) — коммуна во Франции, находится в регионе Юг — Пиренеи. Департамент — Верхние Пиренеи. Входит в состав кантона Ланнемезан. Округ коммуны — Баньер-де-Бигор.
Код INSEE коммуны — 65162.

## География

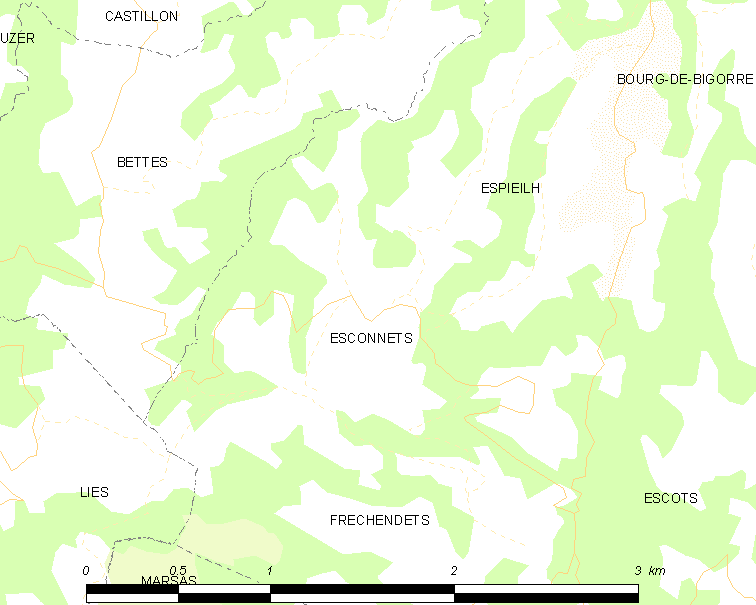
Карта коммуны

Коммуна расположена приблизительно в 670 км к югу от Парижа, в 115 км юго-западнее Тулузы, в 22 км к юго-востоку от Тарба.
По территории коммуны протекает река Лалерд.

## Климат
Климат умеренно-океанический с солнечной тёплой погодой и обильными осадками на протяжении практически всего года.

## Население
Население коммуны на 2010 год составляло 28 человек.
| 1962 | 1968 | 1975 | 1982 | 1990 | 1999 | 2010 |
| ---- | ---- | ---- | ---- | ---- | ---- | ---- |
| 74   | 73   | 59   | 54   | 42   | 28   | 28   |

## Администрация
| Период | Период | Фамилия    | Партия | Примечания |
| ------ | ------ | ---------- | ------ | ---------- |
| 2001   | 2020   | Эли Фуркад |        |            |

## Экономика
В 2010 году среди 14 человек трудоспособного возраста (15-64 лет) 11 были экономически активными, 3 — неактивными (показатель активности — 78,6 %, в 1999 году было 92,9 %). Из 11 активных жителей работали 10 человек (6 мужчин и 4 женщины), безработным был 1 мужчина. Среди 3 неактивных 1 человек был учеником или студентом, 1 — пенсионером, 1 был неактивным по другим причинам.